# Yu Ying-shih

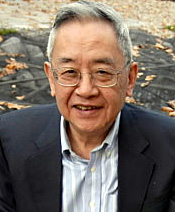
Yu Ying-shih (2006)

Yu Ying-shih (chinesisch 余英時; * 22. Januar 1930 in Tianjin, Republik China; † 1. August 2021 in Princeton, New Jersey, USA) war ein chinesisch-US-amerikanischer Historiker, Sinologe und Hochschullehrer, der für seinen Einfluss auf das Studium der chinesischen Geschichte, des Denkens und der Kultur bekannt war und sich für die demokratische Entwicklung in Hongkong und Taiwan, aber auch eine neue Form des Konfuzianismus einsetzte. Er wurde 2006 gemeinsam mit John Hope Franklin mit dem Kluge-Preis sowie 2014 als erster Preisträger mit dem Tang Prize ausgezeichnet.

## Leben
Yu Ying-shih wurde zu Beginn des Zweiten Japanisch-Chinesischen Krieges 1937 von seinem Vater in dessen Heimatprovinz Anhui geschickt, wo er bei einer Tante bis zum Ende des Krieges 1945 lebte. 1949 begann er zunächst ein Studium an der Fakultät für Geschichte der Yanjing-Universität, verzog aber bereits 1950 nach Hongkong und nahm dort ein Studium am neu gegründeten New Asia College der Chinesischen Universität Hongkong auf, welches er 1955 beendete. Auf Empfehlung seines Dozenten für traditionelle chinesische Philosophie und Geschichte Ch’ien Mu, einer der Gründer des New Asia College, nahm er im Anschluss ein postgraduales Studium an der Harvard University auf. Er erwarb dort 1962 einen Doctor of Philosophy (Ph.D.) und war im Anschluss zwischen 1962 und 1966 Lecturer an der University of Michigan. 1967 kehrte er an die Harvard University zurück und wurde zunächst Associate Professor, ehe er dort 1969 eine Professur für chinesische Geschichte übernahm.
1973 wurde Yu als Nachfolger von Y. P. Mei Präsident des New Asia College und bekleidete diese Funktion bis zu seiner Ablösung durch Chuan Han-sheng 1975. Zeitgleich fungierte er zwischen 1973 und 1975 auch als Pro-Vizekanzler der Chinesischen Universität Hongkong. Bekannt als Kritiker der Kommunistischen Partei Chinas und überzeugter Unterstützer der prodemokratischen Bewegung auf dem Festland, begann Yu während seines Aufenthalts in Hongkong, in den 1970er Jahren Bücher und Broschüren auf Chinesisch zu schreiben, in denen er sich zu den Problemen der Intellektuellen und der Demokratie in der Volksrepublik äußerte. Seitdem hat er eine Reihe von Artikeln verfasst, in denen er die chinesischen Kommunisten kritisierte, und 1974 wurde er Mitglied der Academia Sinica. 1976 erschien mit Lishi Yu Sixiang (Geschichte und Denken) eine Sammlung seiner Essays in Taiwan, welche vor allem im Fernen Osten zu einem seiner einflussreichsten Werke wurde. 
Nach seiner Rückkehr übernahm Yu zunächst wieder seine Professur an der Harvard University und im Anschluss 1977 eine Professur an der Yale University. 1977 verlieh ihm die Chinesische Universität Hongkong sowohl einen Ehrendoktortitel der Rechte als auch einen Ehrendoktor der Literaturwissenschaften. 1987 folgte er dem Ruf auf die „Gordon Wu“-Professur für Ostasienwissenschaften an der Princeton University und lehrte dort bis zu seiner Emeritierung 2001. 2006 wurde er für sein Lebenswerk gemeinsam mit John Hope Franklin mit dem Kluge-Preis ausgezeichnet. 2014 wurde ihm als ersten Preisträger im Bereich Sinologie der Tang Prize verliehen, ein im Dezember 2012 von dem taiwanischen Geschäftsmann Samuel Yin gestifteter Preis für wissenschaftliche und gesellschaftspolitische Leistungen. Bei der Preisverleihung kritisierte er die Förderung des Konfuzianismus durch die Kommunistische Partei Chinas und die Gründung von 465 Konfuzius-Instituten weltweit als „alles Propaganda mit politischen Zielen“. Er warnte Ende 2019 in einer Fernsehansprache in Taiwan, die von einer örtlichen Universität moderiert wurde, die lokalen Nachrichtenmedien davor, als Sprachrohr der Regierung in Peking zu fungieren. „Taiwanesen sollten sich der Propaganda der Volksrepublik China bewusst sein“, sagte er und fügte hinzu, die Insel müsse humanistische Bildung und Geisteswissenschaften fördern, um sicherzustellen, dass solche Offensiven nicht erfolgreich seien. Er setzte sich ferner für die demokratische Entwicklung in Hongkong und Taiwan, aber auch eine neue Form des Konfuzianismus ein. Er war darüber hinaus Mitglied der American Philosophical Society.
Sein jüngerer Bruder war der Philosoph Paul Yu, der zwischen 1997 und 2004 Präsident des College at Brockport der State University of New York (SUNY) war.

## Veröffentlichungen
Yu Ying-shih veröffentlichte mehr als hundert Bücher und Artikel, die seit 1967 auch in englischer Sprache erschienen. Der langjährige Direktor der Library of Congress James Hadley Billington sagte über das Werk Yus, dass es Einfluss auf das Studium der chinesischen Geschichte, des Denkens und der Kultur sich über viele Disziplinen, Zeiträume und Themen hinweg ausgewirkt und auf tiefgreifende Weise wichtige Fragen und tiefere Wahrheiten über die menschliche Natur untersucht hat. Zu seinen Werken gehören:
- Trade and Expansion in Han China. A Study in the Structure of Sino-Barbarian Economic Relations, 1967, Neuauflage 2021
- Lishi Yu Sixiang, Essay, 1976
- Early Chinese History in the People's Republic of China: The Report of the Han Dynasty Studies Delegation, October–November 1978, 1981
- Chinese history and culture, 2016
- Religious Ethic and Mercantile Spirit in Early Modern China, 2021